# Missak Medzarents
Missak Medzarents (en arménien Միսաք Մեծարենց), né en janvier 1886 dans le village de Pingian, dans le vilayet de Mamouret-ul-Aziz, et mort le 5 juillet 1908 à Constantinople, dans l’Empire ottoman, est un poète arménien occidental. Mort très jeune, de la tuberculose, il a publié deux recueils de poésie : Dziadzan (« Arc-en-ciel ») (1907) et Nor dagher (1907).